# Senouillac
Senouillac (okzitanisch: Senolhac) ist eine französische Gemeinde mit 1.123 Einwohnern (Stand: 1. Januar 2022) im Département Tarn in der Region Okzitanien. Senouillac gehört zum Arrondissement Albi und zum Kanton Les Deux Rives. Die Einwohner werden Sénouillacois und Sénouillacoises genannt.

## Geographie
Senouillac liegt in der Région naturelle Gaillacois, etwa 56 Kilometer nordöstlich von Toulouse und etwa 16 Kilometer westnordwestlich von Albi. Das Gebiet der Gemeinde wird vom Ruisseau de Vieulac, dem Ruisseau de La Saudronne, dem Ruisseau de Pré-Long und zwei weiteren kleinen Wasserläufen entwässert.
Umgeben wird Senouillac von den Nachbargemeinden Cahuzac-sur-Vère im Norden und Nordwesten, Fayssac im Osten und Nordosten, Labastide-de-Lévis im Osten und Südosten, Rivières im Süden sowie Gaillac im Westen und Südwesten.

## Geschichte
In der Gemeinde Senouillac wurden archäologische Überreste ausgegraben. So wurden in Ferrandie Münzen, darunter ein Silberdenar aus dem Jahr 31 v. Chr., und Keramikfragmente der von Montans hergestellten Art entdeckt. In einem unterirdischen Gang mit mehreren Nebenräumen wurde ein Intaglio gefunden, das zwei sich gegenüberstehende Hunde darstellt, die einen Hasen verschlingen.
Der Name der Gemeinde Senouillac leitet sich vom römischen Personennamen „Cellio“ ab. Er erscheint 1229 in der Form „Seillonac“, dann 1259 in der Form „Selhonac“. Die Vertauschung von n und lh erfolgte um das 17. Jahrhundert. Die Lehen Mauriac, Senouillac und Lagarrigue gehörten bis 1271 den Grafen von Toulouse. Nach dem Tod von Alfons von Poitiers wurde es wieder mit der Krone vereint, stand jedoch zu Beginn des 15. Jahrhunderts unter der Herrschaft des Grafen von Armagnac. Am 1. Februar 1419 schenkte Graf Jean IV. es dem Gutsherrn Philippe-Jean de Rabastens mit dem Recht, dort „Mauern an Mauern und andere Befestigungen“ zu errichten. Die Familie Rabastens besaß an diesen Orten bereits Feudalrechte, möglicherweise als Nutznießer der Familie Penne, deren Mitglied Raimond Guillaume de Penne 1249 dem Bischof von Albi den Zehnten überließ, den er Mauriac abgenommen hatte. Während der Hugenottenkriege schlossen sich die Dörfer Senouillac und Mauriac dem protestantischen Lager an. Die Gerichtsbarkeit von Senouillac, Mauriac und Lagarrigue wurde dem Vizegraf von Paulin durch ein Dekret des Parlaments von Toulouse im Jahr 1596 entzogen und die Gemeinden wurden im Herrschaftsbereich des Königs vereint.

## Bevölkerungsentwicklung
| 1962                       | 1968 | 1975 | 1982 | 1990 | 1999 | 2006 | 2018 |
| -------------------------- | ---- | ---- | ---- | ---- | ---- | ---- | ---- |
| 815                        | 775  | 687  | 788  | 879  | 835  | 977  | 1112 |
| Quellen: Cassini und INSEE |      |      |      |      |      |      |      |

## Sehenswürdigkeiten
- Pfarrkirche Saint-Martin in Mauriac mit einem Hauptschiff aus der zweiten Hälfte des 18. Jahrhunderts und Erweiterungen im 19. Jahrhundert
- Pfarrkirche Saint-Pierre aus dem 19. Jahrhundert
- Schloss Mauriac aus dem 15. Jahrhundert mit Reparaturen im 16. Jahrhundert nach Schäden durch die Belagerung durch Truppen von Anne de Joyeuse
- Schloss Linardié aus dem 15. Jahrhundert
- Schloss La Bonnette, heute Weingut, aus dem 16. bis 19. Jahrhundert mit Taubenschlägen
- Schloss Saint Martial, heute Weingut, aus dem 16. Jahrhundert

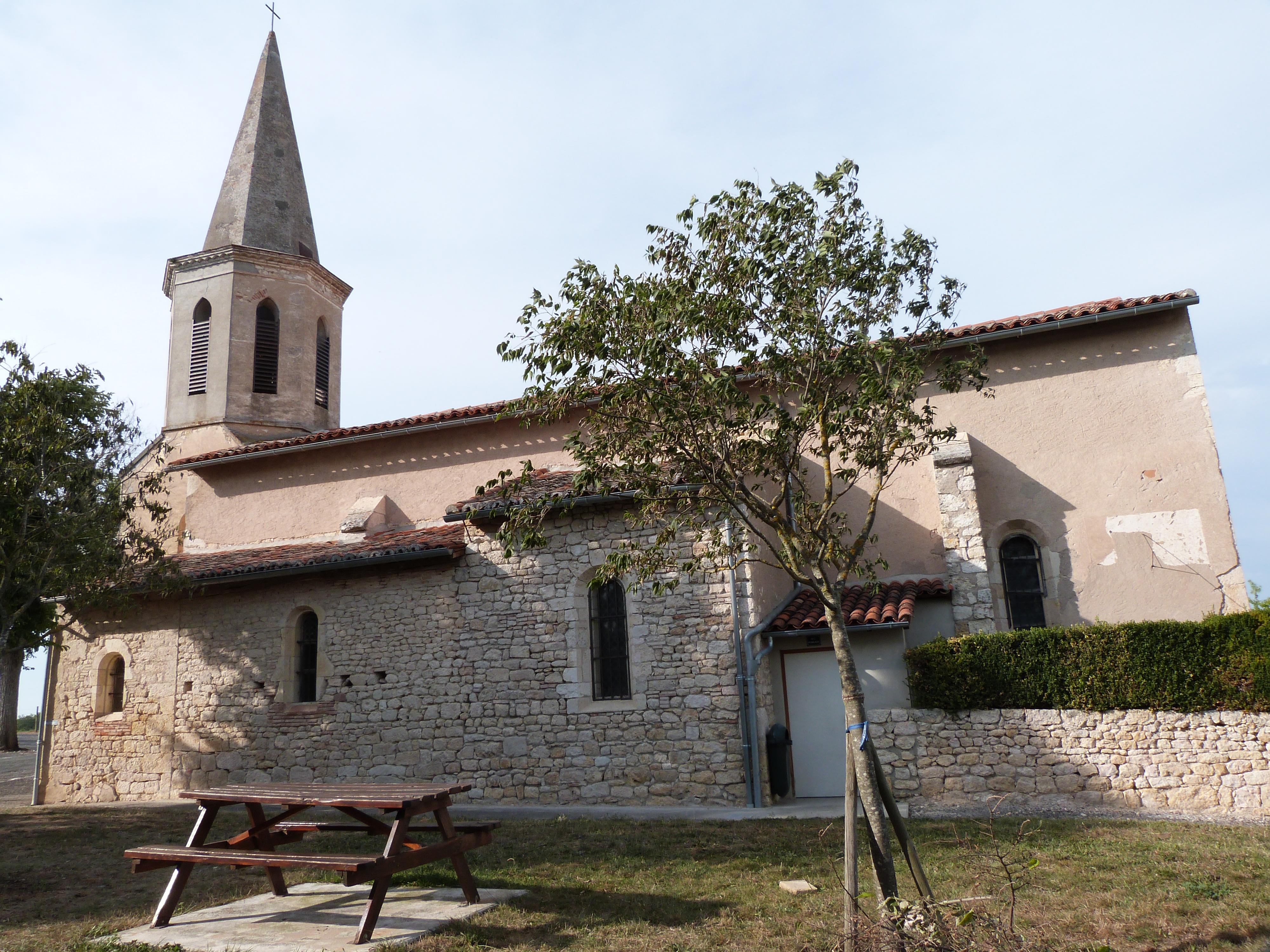
Pfarrkirche Saint-Martin
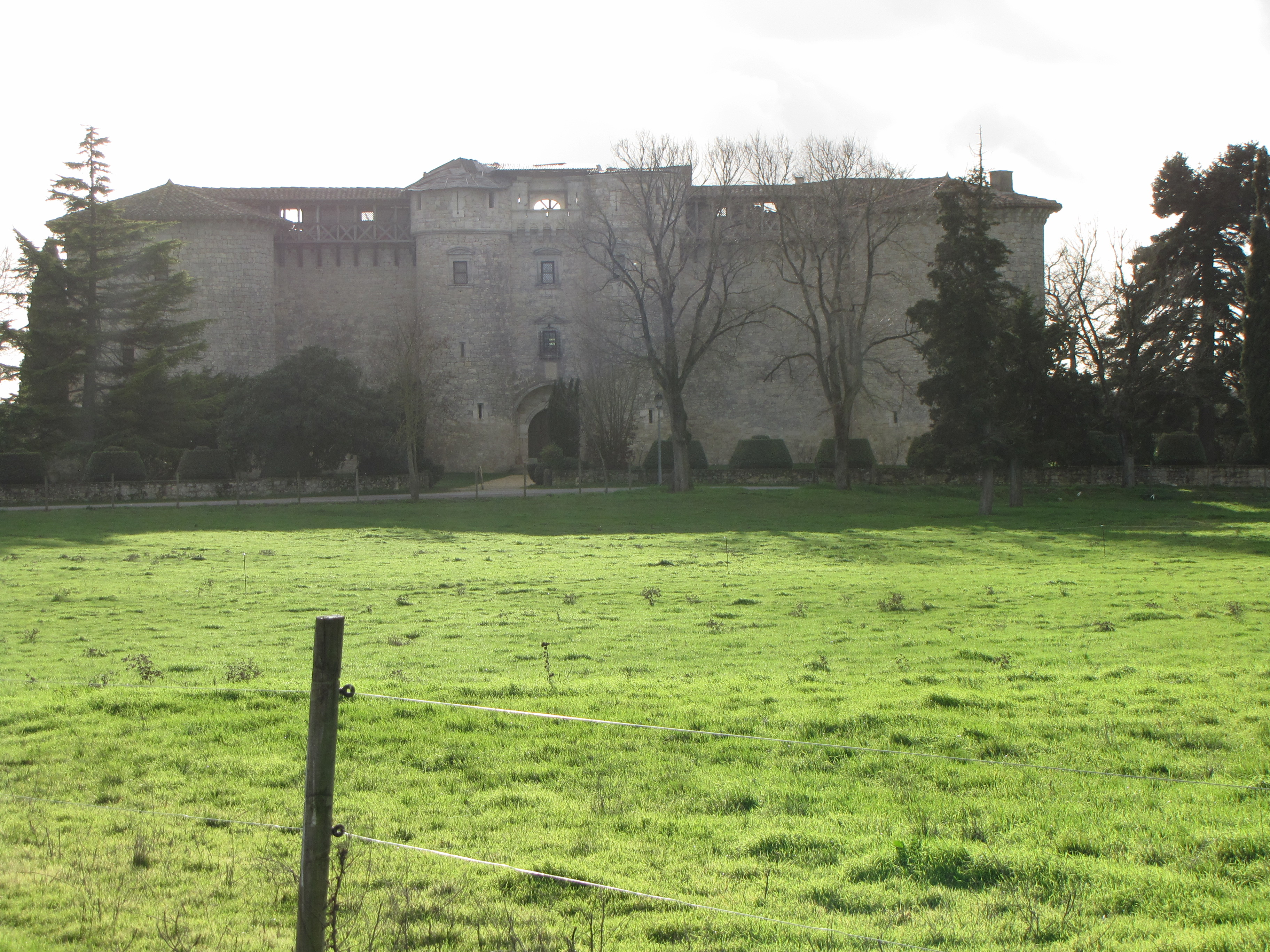
Schloss Mauriac
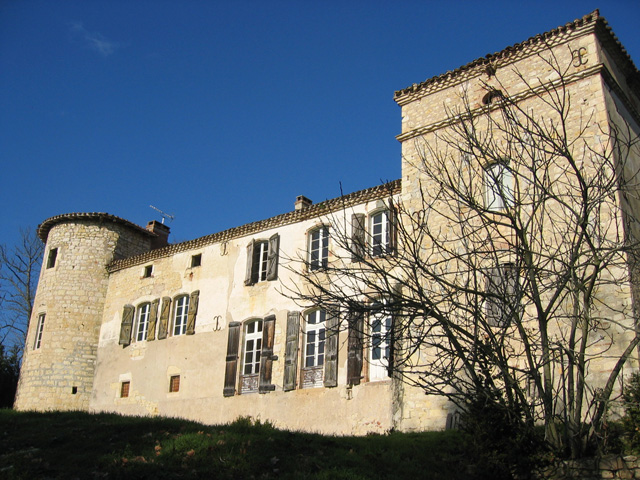
Schloss Linardié

## Persönlichkeiten
- Michel Tapié (1909–1987), Kunstkritiker, Ausstellungskurator und Kunsttheoretiker